# Provincia Guarayos
La provincia de Guarayos es una provincia de Bolivia, ubicada en el departamento de Santa Cruz. Se encuentra al noreste de Bolivia. Las lenguas más habladas son el guarayo, el cual tiene un parecido al guaraní, y el español heredado de los antiguos colonos españoles. Tiene una población de 48.301 habitantes, según el Censo INE 2012, y un área de 27.343 km².
La capital provincial es la ciudad de Ascensión de Guarayos.

## Geografía
La provincia Guarayos se encuentra ubicada al extremo noroeste del departamento de Santa Cruz, en el centro-este del país. Limita al este y al sur con la provincia Ñuflo de Chaves, al suroeste con las provincias Obispo Santistevan e Ichilo, al oeste con la provincia de Marbán, y al norte con las provincias Cercado e Iténez, estas últimas tres en el departamento del Beni.

## Demografía
De acuerdo con el censo boliviano de 2024, la población de la provincia de Guarayos es de 57 744 habitantes.
La población de la provincia se ha más que triplicado en las últimas tres décadas:
| Año  | Habitantes | Fuente |
| ---- | ---------- | ------ |
| 1992 | 17 697     | Censo  |
| 2001 | 31 577     | Censo  |
| 2012 | 48 301     | Censo  |
| 2024 | 57 744     | Censo  |

## Economía
La economía se basa principalmente en los productos de 8 sectores: la ganadería, la agricultura; los recursos maderables, los minerales, las vacas, los pollos, las mulas y minería en menor escala.
El pueblo guarayo es un pueblo agricultor. Sus principales cosechas son el arroz, el maíz, la yuca, el plátano, la papaya, el zapallo, el frijol, el maní y toda clase de cítricos. La economía familiar es enriquecida por la cría de animales, principalmente aves de corral y chanchos. Algunas familias poseen también ganado vacuno y caballar. La caza y la pesca en los ríos y lagunas de Guarayos mantienen también cierta importancia. La extracción de recursos como la madera es limitada por la ocupación de grandes dimensiones de tierras por terratenientes y concesiones madereras.
Para cazar, los hombres realizan expediciones que duran varios días, retornando con presas para el consumo familiar. La residencia en centros mayores ha influido mucho en los cambios en la economía guarayu. Se han desarrollado varias industrias artesanales y de comercio basadas en el aceite de cusi. Urubichá se ha vuelto un importante centro artesanal gracias a la ONG Artecampo / CIDAC, convirtiendo este lugar en el centro más importante de producción de hamacas tejidas y anudadas realizadas por mujeres, y artesanías talladas y pintadas con motivos de la vida cotidiana y del medio ambiente, realizados por hombres. El redescubrimiento de la música clásica religiosa de las reducciones jesuíticas y de la bella música popular guarayu y chiquitana ha vuelto a Urubichá un centro de producción de instrumentos musicales, sobre todo de violines.
Los productos artesanales del pueblo guarayu son de primera calidad y exportados a todo el mundo. Urubichá es sede de una orquesta de fama internacional. El urbanismo de los centros guarayos ha atraído a indígenas del Altiplano que instalaron tiendas y bares, elementos ajenos a la cultura guarayu.

## Municipios
La provincia está dividida administrativamente en tres municipios:
- Ascensión de Guarayos
- Urubichá
- El Puente